# Грб Бургенланда
Грб Бургенланда је званично одобрен 1922. године. Бургенланд је настао 1918. године на територијама немачког говорног подручја у бившем мађарском делу Аустроугарске. Године 1919. прешао је из окриља Мађарске под власт Аустрије. 
Грб је настао 1922. године и представља комбинацију два грба, две најмоћније владарске породице ове покројине, у периоду средњег века. Орао са крстовима преузет је са оригиналног грба владарске породице Матерсдорф-Форхтенштајн, док је штит на грудима преузет са грба породице Гусинг-Бернштајн.